# Beat Rieder
Beat Rieder (Wiler, 12 februari 1963) is een Zwitsers advocaat, notaris en politicus voor de Christendemocratische Volkspartij (CVP/PDC) uit het kanton Wallis. Hij zetelt sinds 2015 in de Kantonsraad.

## Biografie

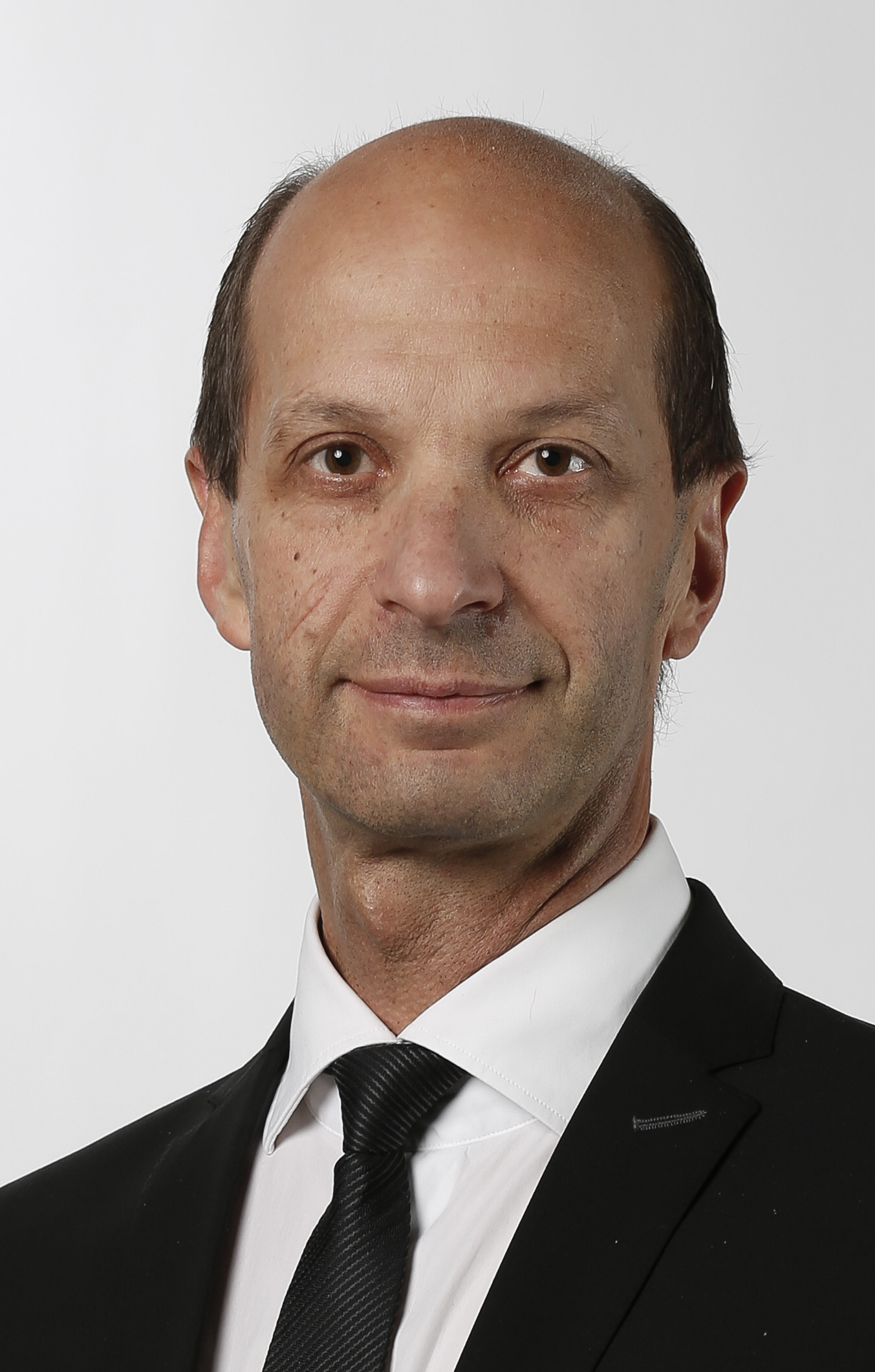
Beat Rieder in 2015.

### Opleiding
Na zijn rechtenstudies vestigde Beat Rieder zich als advocaat en notaris in Brig.

### Politicus
Rieder was aanvankelijk lid van de Grote Raad van Wallis.
Bij de parlementsverkiezingen van 2015 werd hij verkozen als lid van de Kantonsraad. Bij de parlementsverkiezingen van 2019 werd hij herverkozen, samen met zijn partijgenote Marianne Maret. Rieder werd herverkozen in de tweede ronde op 10 november 2019 met 52.355 stemmen.